# Miranda de Arga
Miranda de Arga ist ein Ort und eine Gemeinde (municipio) mit 903 Einwohnern (Stand: 2024) in der autonomen Gemeinschaft Navarra im Norden von Spanien. Neben dem Hauptort Miranda de Arga gehört die Ortschaft Vergalijo zur Gemeinde.

## Lage und Klima
Miranda de Arga liegt am Arga in ca. 340 m Höhe und ist ca. 40 km (Fahrtstrecke) in südsüdwestlicher Richtung von der Regionalhauptstadt Pamplona entfernt. Das Klima ist gemäßigt bis warm; Regen (ca. 546 mm/Jahr) fällt übers Jahr verteilt.

## Bevölkerungsentwicklung
| Jahr      | 1970 | 1981 | 1991 | 2001 | 2011 | 2021 |
| Einwohner | 1188 | 961  | 1002 | 1009 | 929  | 852  |

## Sehenswürdigkeiten
- Kirche Mariä Himmelfahrt
- Christuskirche
- Marienkapelle
- Johanniskapelle
- Engelskapelle
- Rathaus (früherer Palacio de los Colomo)
- Uhrenturm

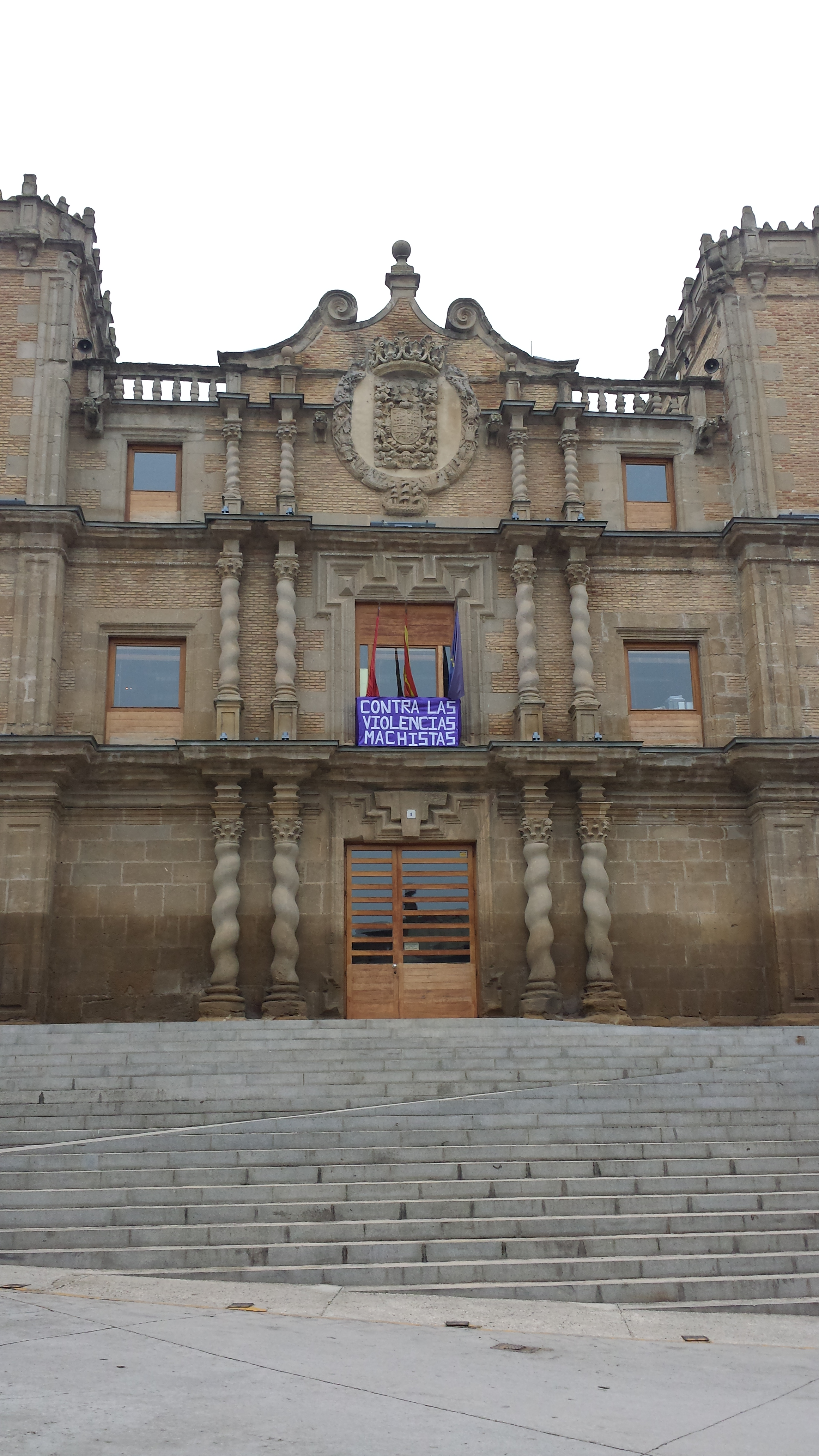
Ehemaliger Palacio de los Colomo

## Persönlichkeiten
- Bartolomé de Carranza (1503–1576), Erzbischof von Toledo (1558–1576) und Inquisitor
- Juan Antonio Zelaya (1712–1776), Gouverneur von Guayaquil